# 纽芬兰岛
纽芬兰岛（英語：Newfoundland，/ˈnjuːfən(d)lənd, -lænd, njuːˈfaʊnd-/，當地 /ˌnjuːfəndˈlænd/，意指「新尋獲之地」），是一位於北大西洋的大型島嶼，属加拿大紐芬蘭與拉布拉多省管辖。该岛面积111,390平方公里，人口479,538人（2016年统计）。纽芬兰岛西北隔贝尔岛海峡与拉布拉多半岛相隔。主要城市圣约翰斯除了是島上人口最多的城市外，也是紐芬蘭與拉布拉多省的首府。該島曾是英國在海外的第一個殖民地。

## 历史
印第安人是岛上最早的居民，10世纪末期，维京人自格陵兰航行至此，他们试图在岛上建立定居点，但是在1006年遭到了岛民的反抗，被迫撤退。此后，直到1497年，该岛才被意大利航海家约翰·卡波特再次发现并命名。1583年，英国宣布纽芬兰为其殖民地，但是一直未能对其建立有效统治，法国一度控制了该岛的南岸和西岸。1763年，根据1763年巴黎條約，法国撤出纽芬兰，仅保留了在圣劳伦斯河河口的圣皮埃尔和密克隆两个小岛，英国确立了对该岛的统治，建立紐芬蘭殖民地。1809年，紐芬蘭殖民地擴大，英國將北美大陸上的「拉布拉多地區」從鄰近的魁北克省劃入紐芬蘭，但該殖民地仍舊稱「紐芬蘭」。
一战中，纽芬兰军队在法国遭受了惨重损失，据估计，在战斗中该岛失去了四分之一的青壮年男子。这使得该岛的经济在战后瀕临崩溃。纽芬兰在1907年獲得自治地位，從英國的紐芬蘭殖民地成立紐芬蘭自治領（連同拉布拉多地區），但之後在第一次世界大戰期間，大量的紐芬蘭人在戰爭中犧牲，加之後來的大蕭條，導致紐芬蘭的經濟出現困難，於是英國在1934年暫停了該地的自治領地位，回退到了英國的殖民地。1948年，紐芬蘭舉行了公民投票，通過了併入加拿大的決議。在1949年3月31日，紐芬蘭島連同拉布拉多地區正式加入加拿大聯邦，成為加拿大的第十個省紐芬蘭省（後改為紐芬蘭與拉布拉多省），亦是最後加入加拿大的省份。作为加拿大最年轻的省，以及英國最早的殖民地，纽芬兰在文化上显示出颇为不同的特色。

## 生物
紐芬蘭狼（Canis lupus beothucus）原生活於此，因人類捕殺而在二十世紀初滅絕。據描述，牠的身型大，體毛白色。原本由紐芬蘭白狼所佔據的生態位目前已被來自加拿大大陸的東方郊狼替代。

## 紐芬蘭英語
該地是英國最早的殖民地，其英語發展出了與傳統加拿大英語與眾不同獨特口音的紐芬蘭英語。

纽芬兰岛旗幟

- Government of Newfoundland and Labrador. （页面存档备份，存于）
- Religion, Society, and Culture in Newfoundland and Labrador （页面存档备份，存于）

49°9′10.69″N 56°7′5.39″W / 49.1529694°N 56.1181639°W
1. ↑  . Statistics Canada. October 18, 2017  [2019-06-11]. （原始内容存档于2021-03-05）.